# Нове Сади (Опольське воєводство)
Нове Сади (пол. Nowe Sady, нім. Kreuzwald) — село в Польщі, у гміні Ґлубчиці Ґлубчицького повіту Опольського воєводства.